# Campionato europeo maschile di pallavolo 1971
L'VIII campionato europeo maschile di pallavolo si svolse ad Ancona, Bergamo, Bologna, Imola, Milano, Modena e Torino, in Italia, dal 23 settembre al 1º ottobre 1971. Al torneo parteciparono 22 squadre nazionali europee e la vittoria finale andò per la quarta volta all'Unione Sovietica.

## Squadre partecipanti
- Albania
- Austria
- Belgio
- Bulgaria
- Cecoslovacchia
- Danimarca
- Finlandia
- Francia

- Grecia
- Germania Est
- Germania Ovest
- Inghilterra
- Israele
- Italia
- Jugoslavia
- Paesi Bassi

- Polonia
- Romania
- Scozia
- Svezia
- Svizzera
- Turchia
- Ungheria
- Unione Sovietica

## Gironi
| Gruppo A                                    | Gruppo B                              | Gruppo C                              | Gruppo D                              | Gruppo E                        | Gruppo F                                   |
| ------------------------------------------- | ------------------------------------- | ------------------------------------- | ------------------------------------- | ------------------------------- | ------------------------------------------ |
| Belgio Unione Sovietica Albania Inghilterra | Cecoslovacchia Israele Scozia Turchia | Danimarca Francia Paesi Bassi Polonia | Bulgaria Germania Est Svezia Svizzera | Finlandia Grecia Italia Romania | Austria Germania Ovest Jugoslavia Ungheria |

- Albania e Inghilterra non parteciparono all'europeo; l'Inghilterra non si presentò, mentre l'Albania si ritirò dopo essere stata inserita nel gruppo con l'Unione Sovietica.

## Classifica finale
| Classifica | Squadre          | Qualificazione                           |
| ---------- | ---------------- | ---------------------------------------- |
| Oro        | Unione Sovietica | Campionato europeo 1975                  |
| Argento    | Cecoslovacchia   | Olimpiadi 1972 - Campionato europeo 1975 |
| Bronzo     | Romania          | Campionato europeo 1975                  |
| 4          | Germania Est     | Campionato europeo 1975                  |
| 5          | Ungheria         | Campionato europeo 1975                  |
| 6          | Polonia          |                                          |
| 7          | Bulgaria         |                                          |
| 8          | Italia           |                                          |
| 9          | Paesi Bassi      |                                          |
| 10         | Belgio           |                                          |
| 11         | Jugoslavia       |                                          |
| 12         | Israele          |                                          |
| 13         | Finlandia        |                                          |
| 14         | Francia          |                                          |
| 15         | Turchia          |                                          |
| 16         | Germania Ovest   |                                          |
| 17         | Svezia           |                                          |
| 18         | Grecia           |                                          |
| 19         | Svizzera         |                                          |
| 20         | Danimarca        |                                          |
| 21         | Austria          |                                          |
| 22         | Scozia           |                                          |